# Observatorul Astrofizic Șamaxı
Observatorul Astrofizic Șamaxı (în azeră Șamaxı Astrofizika Rəsədxanası, în engleză Shamakhy Astrophysical Observatory) este un observator din Munții Caucaz din Azerbaidjan. Este numit după Nasreddin Tusi (Nəsirəddin Tusi adına Șamaxı Astrofizika Rəsədxanası). Este situat pe versantul estic al Pirqulu, la o altitudine de 1500 m. Are 150-200 de nopți clare, fără nori pe an.

## Istorie

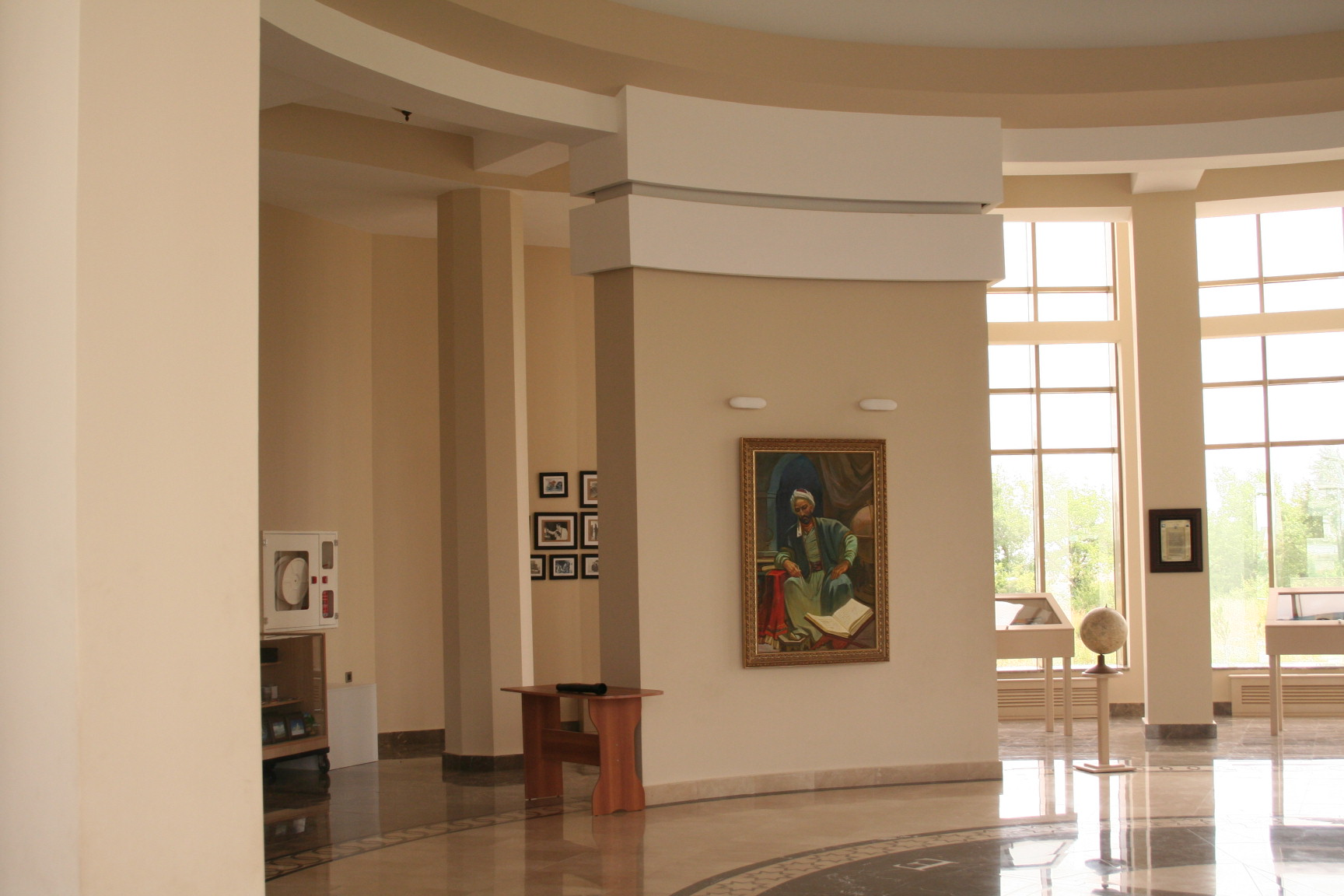
Interior - sală de expoziții

Omul de știință azer Yusif Mammadaliyev a jucat un rol semnificativ în crearea observatorului. În 1991, pentru observator a fost adoptat numele lui  Nasreddin Tusi, matematician, fizician și astronom din Evul Mediu. O așezare pentru angajați a fost creată sub observator și a fost numită după Mammadaliyev (Pirqulu). Primul director al observatorului a fost academicianul Hajibey Sultanov (1960–1981). În timpul lui Sultanov, observațiile astrofizice au fost efectuate intens.
În septembrie 2008, observatorul a suferit reparații majore.

## Telescoape
Observatorul a măsurat polarizarea luminii cometei d'Arrest, în perioada sovietică. Observațiile cu instrumentul principal - un telescop (reflector) de 2 metri produs în Germania - au început în 1966; la acea vreme era primul mare telescop din Caucazul de Sud.
În plus, în observator sunt utilizate următoarele instrumente:
- Pentru investigațiile spectrale ale atmosferei solare, un telescop solar orizontal cu un diametru al oglinzii principale de 50 cm
- Un telescop AFR-2 cromosferic și fotosferic cu dimensiuni de 20/13 cm, utilizat pentru serviciul solar
- Telescopul (reflector) AZT-8 cu un diametru al oglinzii de 70 cm
- Telescopul (reflector) Carl Zeiss, cu un diametru al oglinzii de 60 cm
- A meniscus telescope of Maksutov's system, equipped with an objective prism, with an aperture diameter of 35 cm
- Un telescop AZT-15 Schmidt de 90 cm instalat în observator în 2013 [1]

### Telescopul de doi metri și dispozitivele sale

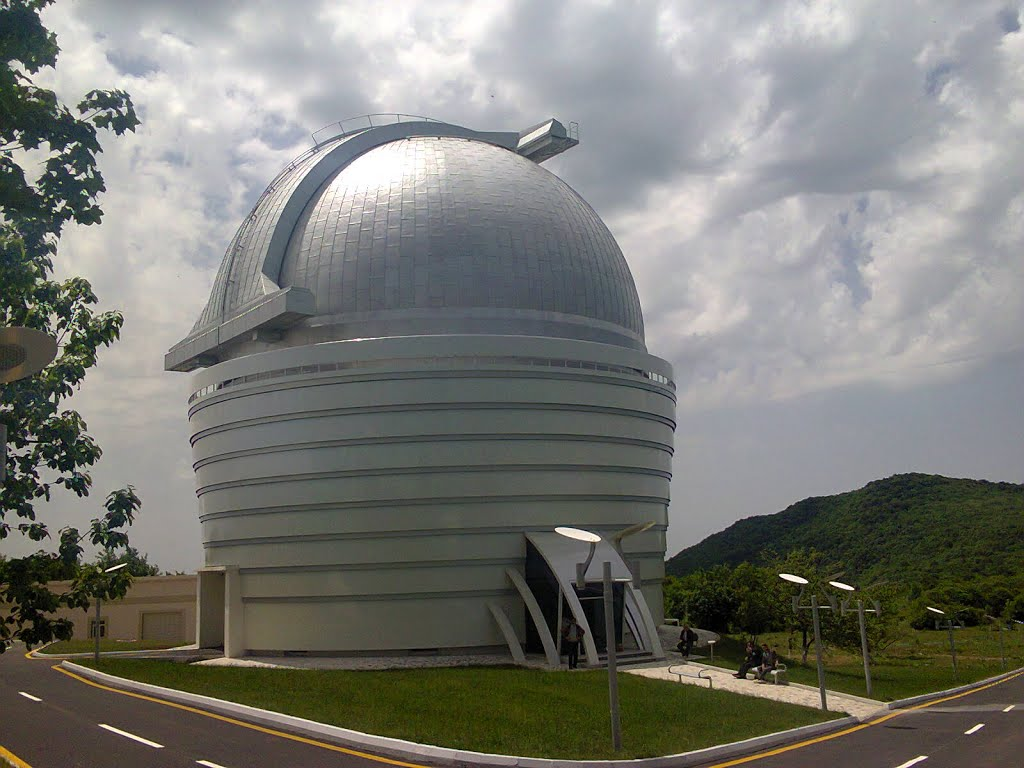
Observatorul Astrofizic Șamaxı (telescopul cu oglinda primară de 2 metri)

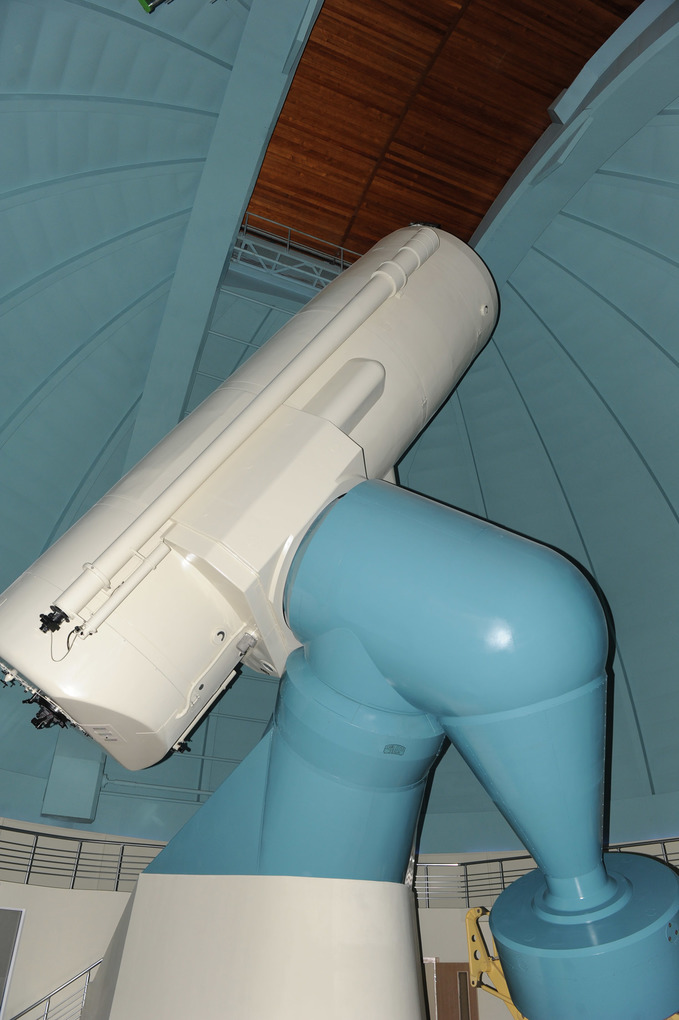
Telescopul de 2 metri

Acest telescop a fost instalat de compania germană Carl Zeiss Jena într-un loc cu următoarele coordonate geografice: 40°46′51″N 48°35′50″E / 40.78083°N 48.59722°E. Oglinda parabolică primară are un diametru de 2080 mm și o distanță focală de 9000 mm. Combină trei sisteme optice diferite:
- Focalizare primară Distanța focală a focalizării primare este de 9360 mm cu un raport focal de F / 4.5 și o scală a plăcii de 23 "/ mm. Pentru observații fotometrice, caseta de focalizare primară are câmpul util 21 ′ × 21 ′ când se utilizează un corector de câmp. Există un spectrograf pentru focalizarea primară cu două grătare de difracție și trei camere, care sunt folosite pentru a studia corpurile cerești slabe.
- Focalizare Cassegrain Distanța focală echivalentă a focalizării Cassegrain este de 29500 mm, raportul focal este F / 14,5, iar scala plăcii este de 7 "/ mm. Pentru această focalizare, pot fi utilizate mai multe dispozitive:
  - Spectrograf Cassegrain Echelle cu 2 camere (F = 150 & mm; F = 250 & mm; mm) cu puteri de rezoluție de 1500 și 2500 și camere CCD cu 530 × 580 pixeli (răcire cu azot lichid).
  - Cameră CCD cu 3056 × 3056 pixeli. Această cameră are un set de filtre fotometrice.
- Focalizare Coude' Focalizarea Coude are distanța focală echivalentă de 72000 mm cu un raport focal de F / 36 și scara plăcii 3 "/ mm. Dispozitivele din focalizarea Coude sunt:
  - Un spectrograf echelle cu rezoluție spectrală de 30000.
  - Un spectrograf universal Coude echelle cu rezoluție spectrală super ridicată are trei camere (F = 350 mm, F = 700 mm, F = 1400 mm), două grătare Echelle (γ = 63,5 °, γ = 80 °). Prima rețea Echelle de (63,5 °) oferă rezoluții spectrale de R = 95000 și R = 190000, în timp ce a doua rețea Echelle (80 °) oferă rezoluție spectrală de R = 260000 și R = 530000 pe un detector cu 4000 × 4000 pixeli.

Detectoare
- Cameră CCD cu 530 × 580 pixeli (dimensiune pixel 18 × 24 μm, răcire cu azot lichid)
- Cameră CCD cu 4000 × 4000 pixeli (dimensiune pixel 15 μm, răcire cu azot lichid)
- Cameră CCD cu 3056 × 3056 pixeli (dimensiune pixel 12 μm, răcire termoelectrică)
- Cameră CCD cu 1024 × 1536 pixeli (dimensiunea pixelilor 9 μm, răcire termoelectrică)

## Bibliotecă
Biblioteca științifică a Observatorul Astrofizic Șamaxı a fost creată în același timp cu observatorul. Se compune din două săli mari. Sala de lectură a fost organizată în prima sală. Există o expoziție de cărți noi, periodice, reviste și enciclopedii. În a doua mare sală, literatura în limba rusă și în alte limbi străine este plasată sistematic. Are peste 14.000 de cărți, peste 2500 de reviste (21 în rusă, 23 în engleză, 8 reviste locale), 5 ziare, cărți vechi și ediții rare, manuscrise, dicționare și enciclopedii, reviste de referință și altă literatură științifică și tehnică specială. Biblioteca efectuează schimburi internaționale de cărți în peste 25 de țări (peste 45 de instituții și organizații străine), expoziții etc. și este strâns implicată în organizarea de evenimente. Biblioteca joacă un rol important în domeniul astrofizicii și astronomiei, precum și în publicarea de publicații și ediții electronice.

## Directori ai observatorului
| Nume             | Cetățenia         | Perioada  | Note  |
| ---------------- | ----------------- | --------- | ----- |
| Hajibey Sultanov | Uniunea Sovietică | 1951–1980 | [ 6 ] |
| Ogtay Huseynov   | Uniunea Sovietică | 1980–19?? | [ 7 ] |
| Alik Abbasov     | Uniunea Sovietică | 19??–???? | [ 7 ] |
| Zohrab Ismayilov | Uniunea Sovietică | 19??–???? | [ 7 ] |
| Kamran Huseynov  | Uniunea Sovietică | 19??–???? | [ 7 ] |
| Schmidt Ahmadov  | Azerbaidjan       | ????–1997 | [ 7 ] |
| Ayyub Guliyev    | Azerbaidjan       | 1997–2015 | [ 8 ] |
| Namig Jalilov    | Azerbaidjan       | 2015--    |       |